# 小頭無足狼鳚
小頭無足狼鳚，為輻鰭魚綱鱸形目绵鳚亞目绵鳚科的其中一種，分布於東北太平洋區，從阿留申群島至美國華盛頓州海域，屬深海底棲性魚類，棲息深度在水深0至199公尺，體長可達9.8公分。

## 扩展阅读
維基物種上的相關：小頭無足狼鳚